# Personalkår
Personalkår är vanligen en sammanfattning av militär personal som tillhör en viss avdelning av en försvarsmakt. Antalet tjänster och grader samt befordringsvillkoren är fastställda för personalkåren och personalkårschefen ansvarar för sin personals utbildning och befordran. I vissa länders statsförvaltningar finns även ett system med civila personalkårer.

## Sverige
När systemet med personalkårer avskaffades i Sverige fanns det i försvarsmakten 90 personalkårer. 67 av dessa var knutna till lokala förband.
Försvarsmakten hade fyra gemensamma kårer; fortifikationskåren, försvarets intendentkår, försvarets medicinalkår samt Väg- och vattenbyggnadskåren.
Armén hade 11 kårer; arméns generalitet, generalstabskåren, arméns tekniska kår och åtta truppslagskårer.
Marinen hade fyra kårer; amiralitetet, mariningenjörkåren, flottans personalkår och kustartilleriets personalkår.
Flygvapnet hade fyra kårer; flygvapnets generalitet, flygvapnets personalkår, flygingenjörskåren och metetorologkåren.

### Avskaffande
Kåren avskaffade 1990 efter ett beslut av riksdagen. Nedläggningen var en del i 1988 års försvarsutredning. Orsaken till nedläggningen var att man ansåg att Försvarsmaktens personalkårer bidrog till att arbetstagare inte var anställda vid den myndighet där man man tjänstgjorde en längre tid. Man ansåg att systemet delade ansvar mellan personalkårchefer och myndighetschefer. Detta ansåg man bröt mot den ordning som riksdagen beslutat om, och att man därför ansåg att alla personalkårer, inkluderande Mariningenjörkåren skulle avskaffas.